# Mulay Ahmad al-Raysuni
Mulay Aḥmad al-Raysūnī (in arabo ﻣﻮﻟﻲ ﺍﺣﻤﺪ ﺍﻟﺮﻳﺴﻮﻧﻲ‎?, noto come il Raysuli presso gli anglofoni; Zinat, 1871 – Tamassint, aprile 1925) fu uno sharīf (discendente di Maometto), appartenente alla tribù Jebala del Rif, in Marocco, tra la fine del XIX e gli inizi del XX secolo, considerato da molti come il legittimo erede al trono del Marocco.
Visto dagli stranieri e dal governo marocchino dell'epoca come un semplice brigante, molti marocchini lo considerano nondimeno un eroe, impegnato nella lotta contro un governo repressivo e corrotto.

## Biografia
Nel 1904 guadagnò gli onori della cronaca internazionale allorché rapì un emigrato greco-statunitense, Ion Perdicaris, e il suo figliastro, Cromwell Varley, chiedendo per il loro rilascio un riscatto. L'impresa faceva in realtà parte della più ampia campagna da lui condotta contro il Sultano Mulay 'Abd al-'Aziz, considerato da Raysūnī corrotto materialmente e moralmente per la sua acquiescenza alle prepotenze del colonialismo europeo.
Numerosi anni prima dell'accaduto, egli era stato arrestato dal Pascià di Tangeri, ʿAbd al-Raḥmān ʿAbd al-Ṣadūq (suo lontano parente), e incatenato alla parete di una cella per quattro anni, fin quando non era stato liberato da guardie simpatizzanti per lui e la sua causa. Raysūnī aveva in precedenza rapito vari cittadini britannici e francesi, nonché emissari spagnoli, chiedendo il riscatto per alcuni e uccidendone altri.
La sua più illustre vittima, prima di Perdicaris, fu Sir Harry McClean, un ufficiale dell'esercito britannico che fungeva da consigliere militare nell'esercito del Sultano. Dopo un confronto ravvicinato tra il governo del Marocco e le truppe degli Stati Uniti d'America, Raysūnī incassò il riscatto richiesto ma proseguì nel contrasto del governo marocchino. Fu uno dei leader della Guerra del Rif degli anni venti, fino alla sua cattura da parte di Abd el-Krim. Sopravvisse alla guerra e al carcere, e visse per vari decenni ancora. È tuttora ricordato come un eroe popolare da molte persone in Marocco, sebbene la sua reputazione sia talora messa in discussione.

## Trasposizione cinematografica
La sua figura è stata interpretata da Sean Connery nella pellicola del 1975, ampiamente romanzata, Il vento e il leone (The Wind and the Lion).